# شرکت عمومی ایران
شرکت عمومی ایران یکی از شرکتهای تجاری ایرانی پیش از انقلاب مشروطه تاسیس شده به تاریخ ۱۲۷۸ شمسی می باشد.

## تاریخچه
در ۱۲۷۸ شمسی با اجتماع ۱۷ تن از صرافان تهران و تجارتخانه شیرازی برای فعالیت‌های بانکی با سرمایه یک میلیون تومان و با پرداخت ششصد هزار تومان از این مبلغ در سال اول، تشکیل شد. فعالیت عمده آن صرافی بود و در کنار آن به راه‌سازی نیز می‌پرداخت. پس از مدتی، محمدکاظم ملک تجار اداره امور این شرکت را به عهده گرفت، اما بر اثر سوءمدیریت او، کار شرکت به دشواری برخورد.
روزنامه ناصری چاپ تبریز رمضان ۱۳۱۲ ق در مقاله‌ای به نام تجارت، با طرح چند نیاز مهم برای رونق تجارت در ایران همچون تثبیت عیار مسکوکات و ارزش پول ایران، افزایش تولیدات داخلی و ساخت راه‌های ارتباطی، به‌ویژه درباره وضعیت راه‌های ایران می‌نویسد: 
«همین راه آستارا به اردبیل که سال‌ها است با همان خوف و خطر مانده و عابران را خون به جگر می‌کند و به مقتضای ضروریتی که دارد برای ارباب تجارت دارالسلطنه تبریز واجب و لازم است که به هر وسیله و تدبیر است آنجا را اصلاح و تعمیر کنند و بهترین طرق اقدام به این عمل شایسته هم این است که چند نفر از متمولان مملکت با همدیگر عهد اتحاد بسته و به تشکیل کمپانی دامن غیرت بر کمر زده و صرف همت فرمایند و تحصیل امتیاز آن را به طور دلخواه از دولت ابد مدت بنمایند، مردوار در انجام این عمل کوشش کنند تا در اندک مدتی با مختصر همتی در نهایت آسانی و سهولت تعمیر شده و چه قدرها از همین یک فقره بر تسهیلات عمل تجارت می‌افزاید، چه معاینه می‌بینیم مال‌التجاره را که از خارجه می‌آوریم یا به خارجه می‌بریم دو مقابل کرایه آن طرق معمور دور و دراز را باید با هزاران تملق به این مختصر راه غیر معمور داده و متحمل انواع خطر و منت های مکاریان شویم.» 

احداث راه شوسه آستارا به اردبیل چندی بعد به همان شیوه که این روزنامه پیشنهاد کرد و به وسیله شرکت عمومی ایران صورت گرفت. شرکت عمومی ایران که با نام‌های شرکت مقدسه عمومیه و شراکت امتعه ایران نیز یاد شده است، در ذی‌القعده ۱۳۱۸ ق با کسب اجازه از علی اصغرخان اتابک صدراعظم تاسیس شد و نظام‌نامه آن به نظر مظفرالدین‌شاه رسید. اداره شرکت در تهران و در کاروانسرای دولت یا به اختصار سرای دولت قرار گرفت. 

۱۷ تن از تجار که در تاریخچه سی ساله بانک ملی از آنان به عنوان صرافان پایتخت یاد شده است، شرکای اصلی شرکت بودند.اعضای شرکت عبارت بودند از: 
1. حاجی‌محمدکاظم ملک‌التجار
2. حاجی‌محمدصادق ارباب رئیس طایفه امینی قزوین،
3. آقامیرعبدالمطلب امین‌التجار،
4. آقا محمدصادق ارباب،
5. حاجی علی‌اکبر تاجر شیرازی معروف به افتخارالتجار به نمایندگی از تجارتخانه شیرازی در منچستر انگلیس
6. حاجی سیدمحمد مدیرکل (حاجی سیدمحمد تاجر تهرانی)،
7. صنیع‌الممالک،
8. حاجی محمدحسن ملک‌التجار عراق،
9. حاجی حسین‌علی صندوق‌خانه،
10. حاجی‌ علی‌مشهور به شال‌فروش،
11. حاجی میرزا علی‌اکبر مشهور به شال‌فروش،
12. حاجی عبدالرزاق تاجر اسکویی،
13. حاجی میرزا عباسعلی خلف مرحوم حاجی‌ابوالفتح،
14. مشهدی محمدآقا اخوی حاجی فرج صراف تبریزی،
15. حاجی باقر صراف‌ تبریزی،
16. حاجی آقا صراف‌ مشهور به کمپانیه،
17. حاجی لطفعلی مشهور به اتحادیه.

همچنین حاجی سیدمحمد تاجر تهرانی، مشهور به سیدمحمد صراف به عنوان مدیرکل تعیین شده بود و مدیریت اداره مرکزی شرکت در تهران بر عهده میرزا علی‌اکبر شال‌فروش بود.
شرکت عمومی ایران در نظام‌نامه خود یادآور شده بود که گرچه نام شرکت به صورت «شراکت امتعه ایران» ثبت شده است، ولی فعالیت آن منحصر به تجارت کالا نخواهد بود و علاوه بر تجارت در صورتی که لازم بداند به اموری همچون فلاحت، معادن، ایجاد کارخانه و راه‌سازی نیز خواهد پرداخت. بنا به نظام‌نامه شرکت،  شرکای اصلی هفته‌ای یک‌بار در جلسه‌ای به امور شرکت رسیدگی می‌کردند.

سرمایه اولیه شرکت که بنا بود از طریق فروش سهام تهیه شود، ۲ کرور (یک میلیون) تومان پیش‌بینی شده بود و در قالب ۲۰ هزار سهام ۵۰ تومانی ارائه می‌شد. شرکا می‌توانستند با خرید دست‌کم یک سهم در شرکت عمومی ایران سهیم باشند. شرکت اعلام کرده بود در صورتی که سرمایه پیش‌بینی شده برای فعالیت‌های آن کافی نباشد، با انتشار اوراق سهام به سرمایه خواهد افزود. 
شرکت عمومی در سال اول فعالیت خود ۶۰۰ هزار تومان سرمایه فراهم کرد. 

متن هر یک از اوراق سهام به این ترتیب تنظیم شده بود: 
«دارنده این ورقه که اسمش با نمره و تاریخ در دفتر شراکت عمومی امتعه ثبت شده مبلغ پنجاه تومان قران ایران در این شراکت شرکت دارد و در وقت محاسبه که سالی یک مرتبه خواهد بود، آنچه از روی تومان شمار سهم او باشد کارسازی خواهد شد و نیز حق دارد که در وقت محاسبه خود یا وکیلش حاضر گشته، از عملکرد یک‌ساله مستحضر شود و برای اطمینان عموم شرکا توضیح می‌شود موسسان شراکت مزبوری که پشت ورقه را مهر کرده‌اند ضامن صحت عمل این شراکت هستند. هرکس هم از این اشخاص خدای نخواسته فوت شود و داعی حق را لبیک اجابت گوید، وراث او از ضمانت خارج نیستند و در ضمانت مزبوره باقی خواهند بود. هرکس هم بخواهد سهم خود را به کسی منتقل کند یا بفروشد باید به اطلاع این اداره باشد که اسم او را از دفتر شراکت خارج ساخته، اسم شخص ثانوی را ثبت کنند که هرگاه ورقه شراکت مفقود یا معدوم شد یا دست غیر بیفتد سبب اشکال و اختلاف نباشد. فی شهر ذی‌القعده الحرام سنه ۱۳۱۷ ق.»